# Liste der denkmalgeschützten Objekte in Klausen-Leopoldsdorf
Die Liste der denkmalgeschützten Objekte in Klausen-Leopoldsdorf enthält die 13 denkmalgeschützten, unbeweglichen Objekte der Gemeinde Klausen-Leopoldsdorf im niederösterreichischen Bezirk Baden.

## Denkmäler
| Foto |                 | Denkmal                                                          | Standort                                                                | Beschreibung | Metadaten |
| ---- | --------------- | ---------------------------------------------------------------- | ----------------------------------------------------------------------- | --- | --- |
| ja   | Datei hochladen | Kath. Pfarrkirche hl. Leopold HERIS-ID: 34174 Objekt-ID: 32170   | bei Klausen-Leopoldsdorf 86 (Pfarrhof) Standort KG: Klausenleopoldsdorf | Die Pfarrkirche ist ein schlichter barocker Bau unter einem einheitlichen Schopfwalmdach. Sie wurde im Jahr 1755 errichtet, 1780 umgebaut und vergrößert und erhielt 1840 den Dachreiter. Bei der Restaurierung im Jahr 1976 wurde noch eine Kapelle angebaut. | BDA-Hist.: Q37956806 Status: § 2a Stand der BDA-Liste: 2025-06-30 Name: Kath. Pfarrkirche hl. Leopold GstNr.: 156 Pfarrkirche Klausen-Leopoldsdorf                                                 |
| ja   | Datei hochladen | Pfarrhof HERIS-ID: 62270 Objekt-ID: 74800                        | Klausen-Leopoldsdorf 86 (Pfarrhof) Standort KG: Klausenleopoldsdorf     | Der Pfarrhof ist ein zweigeschoßiger, kubischer Bau unter einem Walmdach aus dem Jahre 1780. Ende des 19. Jahrhunderts wurde der Eingangsvorbau ergänzt. Im Obergeschoß gibt es eine Decke mit geschweiftem Putzspiegel. Das Nebengebäude ist eine ehemalige Duckhütte (Unterkunft für Holzknechte).                                                                                    | BDA-Hist.: Q38099425 Status: § 2a Stand der BDA-Liste: 2025-06-30 Name: Pfarrhof GstNr.: 156 |
| ja   | Datei hochladen | Wohnhaus HERIS-ID: 43698 Objekt-ID: 44373                        | Ranzenbach 275 Standort KG: Klausenleopoldsdorf                         | Dieses Wohnhaus ist Teil einer Plansiedlung, die in den Jahren 1926 bis 1931 errichteten wurde, um für arbeitslose Industriearbeiter und ihre Familien einen Wohnsitz mit landwirtschaftlicher Nutzfläche zum Erwerb des Lebensunterhalts zu schaffen. | BDA-Hist.: Q38004928 Status: Bescheid Stand der BDA-Liste: 2025-06-30 Name: Wohnhaus GstNr.: 528/51 Ranzenbach                                                                                     |
| ja   | Datei hochladen | Wohnhaus HERIS-ID: 43699 Objekt-ID: 44374                        | Ranzenbach 276 Standort KG: Klausenleopoldsdorf                         | Dieses Wohnhaus ist Teil einer Plansiedlung, die in den Jahren 1926 bis 1931 errichteten wurde, um für arbeitslose Industriearbeiter und ihre Familien einen Wohnsitz mit landwirtschaftlicher Nutzfläche zum Erwerb des Lebensunterhalts zu schaffen. | BDA-Hist.: Q38004938 Status: Bescheid Stand der BDA-Liste: 2025-06-30 Name: Wohnhaus GstNr.: 528/41 Ranzenbach                                                                                     |
| ja   | Datei hochladen | Wohnhaus HERIS-ID: 59108 Objekt-ID: 70091                        | Ranzenbach 277 Standort KG: Klausenleopoldsdorf                         | Dieses Wohnhaus ist Teil einer Plansiedlung, die in den Jahren 1926 bis 1931 errichteten wurde, um für arbeitslose Industriearbeiter und ihre Familien einen Wohnsitz mit landwirtschaftlicher Nutzfläche zum Erwerb des Lebensunterhalts zu schaffen. | BDA-Hist.: Q38085973 Status: Bescheid Stand der BDA-Liste: 2025-06-30 Name: Wohnhaus GstNr.: 528/42 Ranzenbach                                                                                     |
| ja   | Datei hochladen | Wohnhaus HERIS-ID: 43700 Objekt-ID: 44375                        | Ranzenbach 279 Standort KG: Klausenleopoldsdorf                         | Dieses Wohnhaus ist Teil einer Plansiedlung, die in den Jahren 1926 bis 1931 errichteten wurde, um für arbeitslose Industriearbeiter und ihre Familien einen Wohnsitz mit landwirtschaftlicher Nutzfläche zum Erwerb des Lebensunterhalts zu schaffen. | BDA-Hist.: Q38004950 Status: Bescheid Stand der BDA-Liste: 2025-06-30 Name: Wohnhaus GstNr.: 528/44 Ranzenbach                                                                                     |
| ja   | Datei hochladen | Wohnhaus HERIS-ID: 43701 Objekt-ID: 44376                        | Ranzenbach 280 Standort KG: Klausenleopoldsdorf                         | Dieses Wohnhaus ist Teil einer Plansiedlung, die in den Jahren 1926 bis 1931 errichteten wurde, um für arbeitslose Industriearbeiter und ihre Familien einen Wohnsitz mit landwirtschaftlicher Nutzfläche zum Erwerb des Lebensunterhalts zu schaffen. | BDA-Hist.: Q38004961 Status: Bescheid Stand der BDA-Liste: 2025-06-30 Name: Wohnhaus GstNr.: 528/45 Ranzenbach                                                                                     |
| ja   | Datei hochladen | Wohnhaus HERIS-ID: 43702 Objekt-ID: 44377                        | Ranzenbach 281 Standort KG: Klausenleopoldsdorf                         | Dieses Wohnhaus ist Teil einer Plansiedlung, die in den Jahren 1926 bis 1931 errichteten wurde, um für arbeitslose Industriearbeiter und ihre Familien einen Wohnsitz mit landwirtschaftlicher Nutzfläche zum Erwerb des Lebensunterhalts zu schaffen. | BDA-Hist.: Q38004971 Status: Bescheid Stand der BDA-Liste: 2025-06-30 Name: Wohnhaus GstNr.: 528/46 Ranzenbach                                                                                     |
| ja   | Datei hochladen | Wohnhaus HERIS-ID: 44576 Objekt-ID: 45399                        | Ranzenbach 282 Standort KG: Klausenleopoldsdorf                         | Dieses Wohnhaus ist Teil einer Plansiedlung, die in den Jahren 1926 bis 1931 errichteten wurde, um für arbeitslose Industriearbeiter und ihre Familien einen Wohnsitz mit landwirtschaftlicher Nutzfläche zum Erwerb des Lebensunterhalts zu schaffen. | BDA-Hist.: Q38010048 Status: Bescheid Stand der BDA-Liste: 2025-06-30 Name: Wohnhaus GstNr.: 528/47 Ranzenbach                                                                                     |
| ja   | Datei hochladen | Wohnhaus HERIS-ID: 46875 Objekt-ID: 49169                        | Ranzenbach 285 Standort KG: Klausenleopoldsdorf                         | Dieses Wohnhaus ist Teil einer Plansiedlung, die in den Jahren 1926 bis 1931 errichteten wurde, um für arbeitslose Industriearbeiter und ihre Familien einen Wohnsitz mit landwirtschaftlicher Nutzfläche zum Erwerb des Lebensunterhalts zu schaffen. | BDA-Hist.: Q38024364 Status: Bescheid Stand der BDA-Liste: 2025-06-30 Name: Wohnhaus GstNr.: 528/50 Ranzenbach                                                                                     |
| ja   | Datei hochladen | Lengbachl- und Hainbachklause HERIS-ID: 110805 Objekt-ID: 128538 | Standort siehe Beschreibung KG: Klausenleopoldsdorf                     | Die Lengbachlklause und die Hainbachklause sind Teile der Holztriftanlage Klausen-Leopoldsdorf. Anmerkung: Zusammenfassung von zwei rund 4 Kilometer Luftlinie entfernt liegenden Objekten, wie sie vom BDA in einem Objekttabelleneintrag zusammengefasst werden. Die Lengbachlklause liegt auf der GstNr. 640/2, während die Hainbachklause auf den GstNr. 795/1, 795/2 liegt.        | BDA-Hist.: Q57975895 Status: Bescheid Stand der BDA-Liste: 2025-06-30 Name: Lengbachl- und Hainbachklause GstNr.: 640/2, 795/1, 795/2 Lengbachl- und Hainbachklause, Klausen-Leopoldsdorf          |
| ja   | Datei hochladen | Hauptklause HERIS-ID: 59191 Objekt-ID: 70234                     | Hauptbach 21, bei Standort KG: Klausenleopoldsdorf                      | Die bemerkenswerte Hauptklause der Holztriftanlage an der Schwechat wurde 1756 an Stelle eines hölzernen Vorgängerbaus errichtet. Über den zwei Schlagtoren befindet sich je eine barocke Inschriftentafel. | BDA-Hist.: Q57982298 Status: Bescheid Stand der BDA-Liste: 2025-06-30 Name: Hauptklause GstNr.: 227/23, 227/24, 227/10 Hauptklause, Klausen-Leopoldsdorf                                           |
| ja   | Datei hochladen | Riesenbach- und Schöpflklause HERIS-ID: 110806 Objekt-ID: 128539 | Salygraben 2 Standort siehe Beschreibung KG: Kleinmariazellerforst      | Die Riesenbachklause und die Schöpflklause sind Teile der Holztriftanlage Klausen-Leopoldsdorf. Anmerkung: Zusammenfassung von zwei rund 800 Meter Luftlinie entfernt liegenden Objekten, wie sie vom BDA in einem Objekttabelleneintrag zusammengefasst werden. Die Riesenbachklause liegt auf der GstNr. 91/3, 91/4, 94, während die Schöpflklause auf den GstNr. 98, 100, 105 liegt. | BDA-Hist.: Q57974129 Status: Bescheid Stand der BDA-Liste: 2025-06-30 Name: Riesenbach- und Schöpflklause GstNr.: 91/3, 91/4, 94, 98, 100, 105 Riesenbach- und Schöpflklause, Klausen-Leopoldsdorf |